# Bathsheba Grossman
Bathsheba Grossman (1966–) é uma artista de Santa Cruz (Califórnia) que cria as suas esculturas usando CAD e modelagem tridimensional, com tecnologia de impressão de metal para produzir esculturas em bronze e aço inoxidável. Suas esculturas de bronze são essencialmente de natureza matemática, muitas vezes retratando intrincados padrões ou estranhezas matemática (por exemplo, uma figura com um só lado, mas três arestas). No seu site também tem cristais gravados a laser com padrões tridimensionais, incluindo modelos de estrelas próximas, a macromolécula do DNA, e a Via Láctea.
As suas obras têm destaque em galerias de arte por todo o mundo, assim como no New York Times, e na série de televisão Numb3rs e Heroes.

Estudou com escultor Erwin Hauer na Universidade de Yale como uma graduação, e depois com Robert Engman da Universidade da Pensilvânia.
Seus irmãos são os escritores Austin Grossman e Lev Grossman. Ela é filha do poeta Allen Grossman e da romancista Judith Grossman.

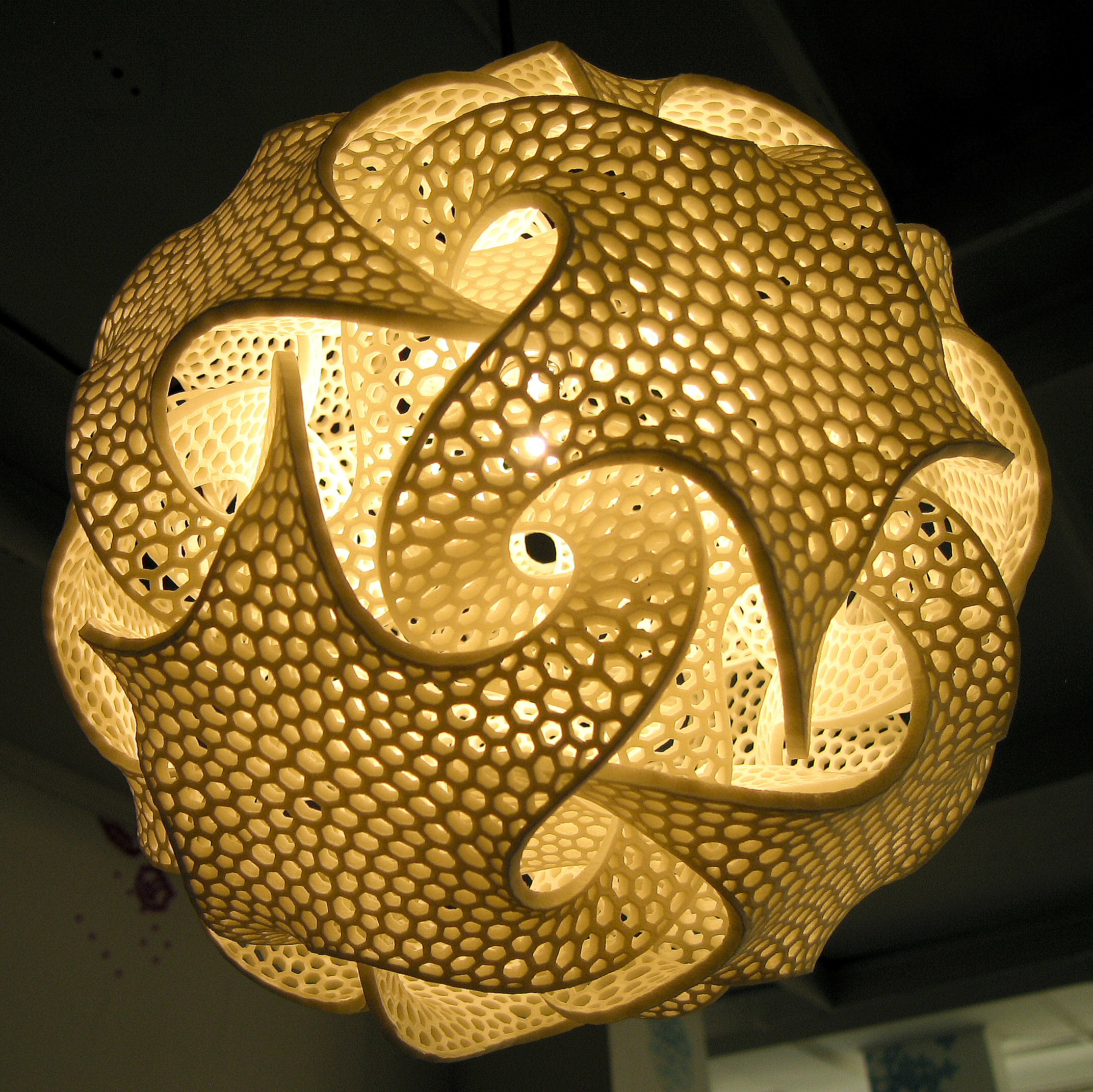
Uma de suas esculturas de protótipo usada como candeeiro.